# Monoplakofori
Monoplakofori (znanstveno ime Monoplacophora) so majhen razred globokomorskih mehkužcev, v katerega uvrščamo 31 danes živečih znanih vrst. Ime so dobili po enostavno grajeni enodelni lupini. Do leta 1952 je bil razred znan samo po fosilnih predstavnikih iz kambrija in devona, nato pa so raziskovalci odkrili več primerkov v globokomorskem jarku Tihega oceana pred obalo Kostarike.

## Opis
Najopaznejša značilnost je nestrukturirana, simetrična lupina ovalne oblike, dvignjena v bolj ali manj izrazit stožec s konico, ki moli naprej, proti ustnemu delu. Spominja na hišice polžev prilepkov, zaradi česar so jih nekateri taksonomi včasih uvrščali med polže. Predstavniki različnih vrst imajo hišice dolžine od 3 mm do največ 3 cm. Njihova največja posebnost pa je notranja telesna zgradba, kjer se strukture serijsko ponavljajo. Tako imajo tri do šest parov škrg v bočnih plaščevih brazdah, šest parov izločal (nefridijev) in štiri do osem parov mišic za vpotegovanje noge. Tudi srce ima dva para preddvorov, ki vodita v parni prekat, ta pa se skozi dolgo aorto odpira proti glavi.
Glava je slabo razvita, na njej so samo usta s strgačo, ki jih obdajajo mesnati tentakli. Odpirajo se v stožčast želodec, v katerem iz prebavnega mešička izrašča kristaliničen stilet s prebavnimi encimi (podobno kot pri školjkah). Črevo je močno zavito, kar je značilnost rastlinojedov in detritivorov. Sodeč po ostankih, ki so jih našli v njem, se prehranjujejo z diatomejami, luknjičarkami, spužvami ipd.
Spola sta ločena in tudi gonade so v dveh parih, odpirajo se v para nefridijev na sredi telesa. O razmnoževanju in razvoju ne vemo skoraj ničesar, glede na telesno zgradbo pa je oploditev gotovo zunanja.

## Evolucija in sistematika
Na prvi pogled so monoplakofori podobni teoretični izvorni obliki mehkužcev, zato so jih nekateri avtorji razglasili za žive fosile in predniško skupino ostalih mehkužcev, vmesni člen med kolobarniki in ostalimi mehkužci. Ta interpretacija je verjetno napačna, saj že njihov globokomorski habitat in anatomske posebnosti nakazujejo, da gre za močno specializirane organizme, ki pa jih zaenkrat še ne znamo zanesljivo uvrstiti v filogenetsko drevo mehkužcev.
Fosilne ostanke so našli v plasteh sedimentov, kakršne nastajajo v plitvih morjih, zato sklepajo, da je bil njihov habitat takšen. Kasneje v geološki zgodovini pa je očitno prišlo do umikanja pred uspešnejšimi življenjskimi oblikami v globlje plasti morja. Večina živih primerkov je bila nabrana več sto metrov do več kilometrov globoko na kontinentalnih policah, kontinentalnih pobočjih, abisalnih ravninah in oceanskih jarkih.